# Жукевичи (Эйсмонтовский сельсовет)
Жукевичи (бел. Жукевічы) — деревня в Берестовицком районе Гродненской области Белоруссии. Входит в состав Эйсмонтовского сельсовета.

## География
Деревня находится в западной части Гродненской области, на правом берегу реки Свислочи, к востоку от автодороги Р-99, на расстоянии приблизительно 23 километров (по прямой) к северо-северо-западу от городского посёлка Большая Берестовица, административного центра района. Площадь населённого пункта — 0,3701 км².

## История
По состоянию на 1905 год, в Жукевичах проживало 90 человек. В административном отношении деревня входила в состав Индурской волости Гродненского уезда Гродненской губернии.
Согласно Рижскому мирному договору (1921), деревня вошла в состав межвоенной Польши. Входила в состав гмины Вельке-Эйсымонты Гродненского повета Белостокского воеводства. В 1921 году числилось 163 жителя, проживавших в 28 домах. В этническом составе населения того периода поляки составляли 87,1 %, белорусы — 12,9 %. В конфессиональном составе населения преобладали католики (86,5 %) и православные христиане (13,5 %).
С 1939 года в БССР.

## Население
По данным переписи 2019 года, в деревне проживало 18 человек.
| Год  | Население, человек |
| ---- | ------------------ |
| 1905 | 90                 |
| 1921 | ↗ 163              |
| 2009 | ↘ 29               |
| 2019 | ↘ 18               |